# Getter Robot (serie)
La serie di Getter Robot comprende molti manga e anime aventi come protagonisti robot giganti o mecha, creati da Gō Nagai e Ken Ishikawa.

## Serie
Le serie in ordine cronologico:

### In continuity
| Serie                                                  | Anno | Media       | Descrizione |
| ------------------------------------------------------ | ---- | ----------- | --- |
| Getter Robot (ゲッターロボ?, Gettā Robo)               | 1974 | Anime Manga | La prima serie, in cui il Getter Robot viene pilotato da Ryoma Nagare, Hayato Jin e Musashi Tomoe contro l'Impero dei Dinosauri e i suoi mechasaurus. |
| Getter Robot G (ゲッターロボG?, Gettā Robo G)          | 1975 | Anime Manga | Immediatamente successiva alla prima, in questa serie Musashi viene sostituito da Benkei Kurama alla guida del Getter Robot G; gli avversari questa volta sono i demoni guidati dall'imperatore Brai. |
| Getter Robot Go (ゲッターロボ號?, Gettā Robo Gō)       | 1991 | Anime Manga | In questa serie, ambientata diversi anni dopo le serie precedenti, il nuovo robot viene pilotato da Go Ichimonji, Sho Tachibana e Gai Masamichi per contrastare il dottor Lando e il suo intento di conquistare il mondo con le sue metal beast. |
| Shin Getter Robot (真ゲッターロボ?, Shin Gettā Robo)   | 1997 | Manga       | In questo manga, ambientato in realtà tra Getter Robot G e Getter Robot Go, si ha lo scioglimento del Getter Team e la distruzione della base in seguito agli attacchi di una razza di insetti alieni provenienti dal futuro e una rivelazione sconvolgente sul futuro dell'universo e dei raggi Getter.                                                           |
| Getter Robot Arc (ゲッターロボアーク?, Gettā Robo Āku) | 2002 | Anime Manga | Ultimo manga della serie, che voleva rappresentare la conclusione della saga ma che è rimasto incompleto per la morte prematura di Ishikawa. Ambientata nel futuro, questa serie vedeva gli insetti alieni comparsi in Shin Getter Robot contrastati nel loro tentativo di arrivare sulla Terra dal Getter Robot guidato da Takuma Nagare, Kamui e Yamagishi Baku. |

### Spin-off e serie fuori continuity
| Serie | Anno | Media | Descrizione |
| --- | ---- | ----- | --- |
| Il Grande Mazinga contro Getta Robot                                                                                | 1975 | Film  | |
| Il Grande Mazinga contro Getta Robot G                                                                              | 1975 | Film  | |
| Il Grande Mazinga, Getta Robot G, UFO Robot Goldrake contro il Dragosauro                                           | 1976 | Film  | Il dragosauro è un essere che si ciba del petrolio riversato in mare dagli incidenti alle superpetroliere. Ha la forma di un fungo: la cappella rappresenta il corpo centrale della bestia ed ospita gli occhi ed una gigantesca bocca dotata di denti mostruosi: al posto del gambo ci sono enormi tentacoli che terminano in una testa di drago. Esso è gigantesco (Goldrake al confronto è grande come una delle "teste" minori) ed ha la caratteristica di "assorbire" i missili nel suo corpo gelatinoso impedendogli così di esplodere. Inoltre le parti tagliate si rigenerano in pochi secondi ed è in grado di volare "roteando" i tentacoli. Per sconfiggerlo il Giappone crea una squadra di combattimento composta dai robot del titolo, che alla fine lo distruggeranno facendo esplodere dei serbatoi di benzina inghiottiti dal mostro. Il film, abbracciando il filone "ecologista" molto sentito negli anni '70, è una esplicita critica al comportamento umano che inquina il pianeta e che genera "mostri" come conseguenza. |
| Getter Robot - The Last Day (真(チェンジ!!）ゲッターロボ~世界最後の日?, Shin(Chenji!!)Gettā robo~sekai saigo no hi) | 1998 | OAV   | In questa serie compaiono tutti i personaggi e i robot della saga in una rivisitazione inedita fuori continuity, con la prima partecipazione dello Shin Getter Robot. Avversari di turno degli alieni guidati dai malvagi Cowen e Stinger, che vengono sconfitti dall'intervento di ben 2 Getter team. |
| Shin Getter Robot contro Neo Getter Robot (真ゲッターロボ対ネオゲッターロボ?, Shin Gettā Robo tai Neo Gettā Robo)   | 2000 | OAV   | Rivisitazione della serie, in questa serie lo Shin Getter Robot e il Neo Getter Robot devono fronteggiare l'Impero dei Dinosauri riemerso dalle viscere della Terra dopo millenni per riprendersi il pianeta che considerano loro di diritto. |
| Shin Getter Robo Re:Model (新・ゲッターロボ?, Shin Gettā Robo)                                                      | 2004 | OAV   | Ultima rivisitazione della serie, in cui il Getter team costituito da Ryoma Nagare, Hayato Jin e Benkei Musashibo deve combattere contro gli Oni guidando il Getter Robot. La serie riprende elementi da Getter Robot, Getter Robot G e Shin Getter Robot, in particolare dal manga. |
| Getter Robot Hien (ゲッターロボ飛焔?, Gettā Robo Hien)                                                              | 2008 | Manga | Manga scritto e illustrato da Naoto Tsushima basandosi sulle note di Ken Ishikawa. Apparentemente ambientato tra la fine di Getter Robot Go e l'inizio di Getter Robot āḥ. |
| Apocrypha Getter Robo DASH (?, Gishō Gettā Robo DASH)                                                               | 2008 | Manga | Manga scritto e illustrato da Hideaki Nishikawa. |